# European Rugby Challenge Cup 2017-18
La Copa Desafío Europeo de Rugby 2017-18, conocida oficialmente como European Rugby Challenge Cup (ERCC2) fue la 21.ª edición de la competición, la segunda desde el cambio de nombre actualmente adoptado.
Es la segunda competición de la máxima categoría de rugby union por clubes de los países integrantes del Torneo de las Seis Naciones, y algunos clubes de otros países que pueden optar a participar si superan la Fase de clasificación de la Copa Desafío Europeo de Rugby. La competición comenzó el fin de semana del 12 de octubre de 2017 y terminó el 11 de mayo de 2018. La final tuvo lugar en el estadio San Mamés de la ciudad de Bilbao (España).

## Equipos
Veinte equipos se clasifican para la temporada 2017-2018, basándose en la clasificación de sus respectivas ligas domésticas durante la anterior temporada. La distribución de los equipos responde al siguiente patrón:
- Inglaterra: 6 equipos
  - Equipos clasificados entre la octava y la undécima posición en la temporada 2016-2017 de la Premiership Rugby. (4 equipos)
  - El campeón de la edición 2016-2017 de la Greena King IPA Championship. (1 equipo)
- Francia: 7 equipos
  - Equipos clasificados entre la octava y la duodécima posición en la temporada 2016-2017 del Top 14 francés. (5 equipos)
  - El campeón, y el ganador de la eliminatoria de promoción, de la temporada 2016-2017 de la Pro D2. (2 equipos)
- Irlanda, Italia, Escocia y Gales: 5 equipos
  - Los equipos no clasificados para la European Rugby Champions Cup por su posición en la temporada 2016-2017 de la Pro12.

- Otros países europeos: 2 equipos
  - Dos equipos más se clasificarán tras superar una fase previa que tiene lugar en abril de 2017.

Por tanto, los primeros 18 equipos clasificados son:
| Competición | País       | N.º | Equipos | Mapa |
| --- | ---------- | --- | --- | --- |
| Premiership | Inglaterra | 5   | - Gloucester - Sale Sharks - Worcester - Newcastle Falcons - London Irish                                         | \| Gloucester Sale Sharks Warriors Falcons London Irish Cardiff Blues Dragons Connacht Edinburgh Benetton Treviso Enisei-STM Krasny Yar Brive Toulousain Oyonnax Section Paloise SF Paris Lyon SU Agen Bordeaux \| |
| Top 14 | Francia    | 8   | - Brive - Stade Toulousain - Oyonnax (Campeón Pro D2) - Section Paloise - Stade Français - Lyon - Agen - Bordeaux | \| Gloucester Sale Sharks Warriors Falcons London Irish Cardiff Blues Dragons Connacht Edinburgh Benetton Treviso Enisei-STM Krasny Yar Brive Toulousain Oyonnax Section Paloise SF Paris Lyon SU Agen Bordeaux \| |
| Pro 12 | Gales      | 2   | - Cardiff Blues - Newport Dragons                                                                                 | \| Gloucester Sale Sharks Warriors Falcons London Irish Cardiff Blues Dragons Connacht Edinburgh Benetton Treviso Enisei-STM Krasny Yar Brive Toulousain Oyonnax Section Paloise SF Paris Lyon SU Agen Bordeaux \| |
| Pro 12 | Irlanda    | 1   | - Connacht | \| Gloucester Sale Sharks Warriors Falcons London Irish Cardiff Blues Dragons Connacht Edinburgh Benetton Treviso Enisei-STM Krasny Yar Brive Toulousain Oyonnax Section Paloise SF Paris Lyon SU Agen Bordeaux \| |
| Pro 12 | Escocia    | 1   | - Edinburgh | \| Gloucester Sale Sharks Warriors Falcons London Irish Cardiff Blues Dragons Connacht Edinburgh Benetton Treviso Enisei-STM Krasny Yar Brive Toulousain Oyonnax Section Paloise SF Paris Lyon SU Agen Bordeaux \| |
| Pro 12 | Italia     | 1   | - Benetton Treviso                                                                                                | \| Gloucester Sale Sharks Warriors Falcons London Irish Cardiff Blues Dragons Connacht Edinburgh Benetton Treviso Enisei-STM Krasny Yar Brive Toulousain Oyonnax Section Paloise SF Paris Lyon SU Agen Bordeaux \| |
| Fase previa | Rusia      | 2   | - Enisey-STM - Krasny Yar                                                                                         | \| Gloucester Sale Sharks Warriors Falcons London Irish Cardiff Blues Dragons Connacht Edinburgh Benetton Treviso Enisei-STM Krasny Yar Brive Toulousain Oyonnax Section Paloise SF Paris Lyon SU Agen Bordeaux \| |
| Gloucester Sale Sharks Warriors Falcons London Irish Cardiff Blues Dragons Connacht Edinburgh Benetton Treviso Enisei-STM Krasny Yar Brive Toulousain Oyonnax Section Paloise SF Paris Lyon SU Agen Bordeaux |            |     | | |

### Clasificados
Los 20 equipos son clasificados en función de sus resultados en sus campeonatos nacionales respectivos. Los cinco equipos de mejor categoría actúan como cabezas de serie al comienzo de la competición. Para los demás, ningún país puede tener más de un equipo por grupo, a excepción de Francia o Inglaterra, siempre que haya más de cinco de sus equipos en competición. La siguiente tabla presenta el reparto de los equipos según su nivel. El sorteo de grupos se llevó a cabo el 8 de junio de 2017.
|         | Nivel 1           | Nivel 2         | Nivel 3            | Nivel 4          |
| ------- | ----------------- | --------------- | ------------------ | ---------------- |
| Grupo 1 | Newcastle Falcons | Connacht        | Worcester Warriors | Stade Toulousain |
| Grupo 2 | Cardiff Blues     | Sale Sharks     | Lyon               | Oyonnax          |
| Grupo 3 | Stade Français    | Edinburgh       | London Irish       | Agen             |
| Grupo 4 | Gloucester        | Section Paloise | Bordeaux           | Enisey-STM       |
| Grupo 5 | Brive             | Newport Dragons | Zebre              | Krasny Yar       |

### Sistema de competición
Los grupos juegan una primera fase en partidos «ida y vuelta» (seis partidos cada uno de los equipos, haciendo 12 encuentros por grupo). Los puntos son: 4 por victoria, 2 por empate. Además, un punto de bonus si el equipo ha hecho cuatro ensayos o más y un punto si el partido se pierde por siete puntos de diferencia o menos. Los ganadores de cada grupo, así como los tres mejores segundos participarán en los cuartos de final. Los cuatro mejores primeros de la competición son clasificados del 1 al 4 para sortear los cuartos de final.

## Fase previa de la competición

### Playoffde repesca
Los séptimos de las ligas francesa e inglesa disputan la última plaza para el campeonato en dos partidos jugados con el sistema de ida y vuelta.

### Fase de clasificación para la Copa Desafío
La Fase clasificatoria se juega en dos fases:
La primera enfrenta a dos grupos de 4 equipos cada uno, cada equipo de un grupo debe tener un encuentro con cada equipo del otro grupo, teniendo cada equipo un total de cuatro encuentros.
La segunda fase la juegan los ganadores de cada grupo, enfrentándose el ganador del Grupo A al Timișoara Saracens rumano; mientras el ganador del Grupo B se enfrentará a su vez con el Enisey-STM ruso.
Los ganadores se enfrentarán entre ellos para decidir el ganador del Escudo continental de Rugby 2016-2017

#### Grupo A
| N.º | Equipo         | PJ | PG | PE | PP | EM | EE | BO | BD | PM  | PE  | Dif  | Pts |
| --- | -------------- | -- | -- | -- | -- | -- | -- | -- | -- | --- | --- | ---- | --- |
| 1   | Krasny Yar     | 4  | 4  | 0  | 0  | ?? | ?? | 4  | 0  | 172 | 61  | +111 | 20  |
| 2   | Petrarca       | 4  | 4  | 0  | 0  | ?? | ?? | 3  | 0  | 149 | 45  | +104 | 19  |
| 3   | Calvisano      | 4  | 3  | 0  | 1  | ?? | ?? | 3  | 0  | 134 | 92  | +42  | 15  |
| 4   | Dendermonde RC | 4  | 0  | 0  | 4  | ?? | ?? | 1  | 0  | 50  | 167 | -117 | 0   |

#### Grupo B
| N.º | Equipo          | PJ | PG | PE | PP | EM | EE | BO | BD | PM  | PE  | Dif  | Pts |
| --- | --------------- | -- | -- | -- | -- | -- | -- | -- | -- | --- | --- | ---- | --- |
| 1   | Mogliano        | 4  | 2  | 0  | 2  | ?? | ?? | 4  | 0  | 129 | 126 | +7   | 12  |
| 2   | El Salvador     | 4  | 1  | 0  | 3  | ?? | ?? | 1  | 1  | 84  | 105 | -21  | 6   |
| 3   | Rovigo          | 4  | 1  | 0  | 3  | ?? | ?? | 1  | 1  | 72  | 95  | -23  | 6   |
| 4   | Heidelberger RK | 4  | 1  | 0  | 3  | ?? | ?? | 0  | 0  | 80  | 181 | -101 | 5   |

#### PlayOffsde promoción
| Equipo             | Ida     | Total   | Vuelta  | Equipo       |
| ------------------ | ------- | ------- | ------- | ------------ |
| Timișoara Saracens | 17 - 12 | 35 - 39 | 18 - 27 | Krasny Yar   |
| Enisey-STM         | 46 - 0  | 97 - 7  | 51 - 7  | Rugby Rovigo |

#### Final del Escudo continental
| 13 de mayo de 2017 | Enisey-STM | 36 - 8 | Krasny Yar | Estadio Murrayfield, Edinburgo, |  |

## Fase de grupos
Durante esta fase, los ganadores de cada grupo avanzan a los cuartos de final, así como los tres mejores segundos.
La hora está expresada uniformemente según el UTC-0. Para poder establecer el horario en cada lugar se debe recurrir al huso horario en que esté ubicado, sumándole o restándole según corresponda.

### Grupo 1
Clasificación
| N.º | Equipo            | PJ | PG | PE | PP | PM  | PE  | Dif  | EM | EE | BO | BD | Pts |
| --- | ----------------- | -- | -- | -- | -- | --- | --- | ---- | -- | -- | -- | -- | --- |
| 1   | Newcastle Falcons | 6  | 6  | 0  | 0  | 229 | 122 | +107 | 33 | 15 | 4  | 0  | 28  |
| 2   | Newport Dragons   | 6  | 3  | 0  | 3  | 156 | 133 | +23  | 21 | 17 | 2  | 2  | 16  |
| 3   | Bordeaux Bègles   | 6  | 3  | 0  | 3  | 190 | 178 | +12  | 26 | 24 | 3  | 1  | 16  |
| 4   | Enisei-STM        | 6  | 0  | 0  | 6  | 91  | 233 | –142 | 12 | 36 | 0  | 1  | 1   |

### Grupo 2
Clasificación
| N.º | Equipo           | PJ | PG | PE | PP | PM  | PE  | Dif | EM | EE | BO | BD | Pts |
| --- | ---------------- | -- | -- | -- | -- | --- | --- | --- | -- | -- | -- | -- | --- |
| 1   | Cardiff Blues    | 6  | 5  | 0  | 1  | 99  | 95  | +4  | 12 | 10 | 1  | 0  | 21  |
| 2   | Stade Toulousain | 6  | 2  | 1  | 3  | 117 | 120 | -3  | 14 | 13 | 2  | 2  | 14  |
| 3   | Sale Sharks      | 6  | 2  | 1  | 2  | 110 | 102 | +8  | 12 | 11 | 0  | 2  | 12  |
| 4   | Lyon             | 6  | 2  | 0  | 4  | 121 | 130 | -9  | 13 | 17 | 0  | 3  | 11  |

### Grupo 3
Clasificación
| N.º | Equipo          | PJ | PG | PE | PP | PM  | PE  | Dif  | EM | EE | BO | BD | Pts |
| --- | --------------- | -- | -- | -- | -- | --- | --- | ---- | -- | -- | -- | -- | --- |
| 1   | Section Paloise | 6  | 6  | 0  | 0  | 207 | 125 | +82  | 28 | 16 | 5  | 0  | 29  |
| 2   | Gloucester      | 6  | 4  | 0  | 2  | 253 | 139 | +114 | 37 | 18 | 4  | 1  | 21  |
| 3   | Zebre           | 6  | 1  | 0  | 5  | 133 | 257 | -124 | 16 | 37 | 2  | 2  | 8   |
| 4   | Agen            | 6  | 1  | 0  | 5  | 148 | 220 | -72  | 20 | 30 | 2  | 0  | 6   |

### Grupo 4
Clasificación
| N.º | Equipo         | PJ | PG | PE | PP | PM  | PE  | Dif  | EM | EE | BO | BD | Pts |
| --- | -------------- | -- | -- | -- | -- | --- | --- | ---- | -- | -- | -- | -- | --- |
| 1   | Edinburgh      | 6  | 5  | 0  | 1  | 282 | 98  | +184 | 40 | 12 | 4  | 1  | 25  |
| 2   | Stade Français | 6  | 3  | 0  | 3  | 151 | 166 | -15  | 21 | 21 | 3  | 2  | 17  |
| 3   | London Irish   | 6  | 3  | 0  | 3  | 169 | 154 | +15  | 24 | 22 | 3  | 1  | 16  |
| 4   | Krasny Yar     | 6  | 1  | 0  | 5  | 106 | 290 | -184 | 13 | 43 | 1  | 1  | 6   |

### Grupo 5
Clasificación
| N.º | Equipo             | PJ | PG | PE | PP | PM  | PE  | Dif  | EM | EE | BO | BD | Pts |
| --- | ------------------ | -- | -- | -- | -- | --- | --- | ---- | -- | -- | -- | -- | --- |
| 1   | Connacht           | 6  | 5  | 1  | 0  | 225 | 102 | +123 | 29 | 15 | 4  | 0  | 26  |
| 2   | Brive              | 6  | 3  | 0  | 3  | 161 | 162 | -1   | 23 | 19 | 4  | 1  | 17  |
| 3   | Worcester Warriors | 6  | 2  | 1  | 3  | 124 | 133 | -9   | 16 | 17 | 3  | 2  | 15  |
| 4   | Oyonnax            | 6  | 1  | 0  | 5  | 102 | 215 | -113 | 11 | 28 | 0  | 0  | 4   |

## Fase final
Los cinco ganadores de grupo, más los tres mejores segundos clasifican para los cuartos de final. Los ocho equipos son clasificados según el orden descendente de los puntos obtenidos en la tabla para los cuartos de final: Los cuatro con más puntuación jugarán como locales en los cuartos de final.
Los equipos son ordenados según el siguiente orden de criterios:
1. Mayor número de puntos.
2. Mayor diferencia de puntos.
3. Número de ensayos (tries) marcados.

| Pos | Ganadores de grupo | PJ | Pts | Dif  | EM |
| --- | ------------------ | -- | --- | ---- | -- |
| 1   | Section Paloise    | 6  | 29  | +82  | 28 |
| 2   | Newcastle Falcons  | 6  | 28  | +107 | 33 |
| 3   | Connacht           | 6  | 26  | +123 | 29 |
| 4   | Edinburgh          | 6  | 25  | +184 | 40 |
| 5   | Cardiff Blues      | 6  | 21  | +4   | 12 |
| Pos | Segundos de grupo  | PJ | Pts | Dif  | EM |
| 6   | Gloucester         | 6  | 21  | +144 | 37 |
| 7   | Brive              | 6  | 17  | -1   | 23 |
| 8   | Stade Français     | 6  | 17  | -15  | 21 |
| 9   | Newport Dragons    | 6  | 16  | +23  | 21 |
| 10  | Toulouse           | 6  | 14  | -3   | 14 |

### Cuadro de competición
|  | Cuartos de final       | Cuartos de final       | Cuartos de final       |                   |    | Semifinales              | Semifinales              | Semifinales              |  |   | Final                        | Final                        | Final                        |  |
|  | 30-31 de marzo de 2018 | 30-31 de marzo de 2018 | 30-31 de marzo de 2018 |                   |    | 22 y 23 de abril de 2018 | 22 y 23 de abril de 2018 | 22 y 23 de abril de 2018 |  |   | 11 de mayo de 2018 en Bilbao | 11 de mayo de 2018 en Bilbao | 11 de mayo de 2018 en Bilbao |  |
|  |                        |                        |                        |                   |    |                          |                          |                          |  |   |                              |                              |                              |  |
|  |                        |                        |                        |                   |    |                          |                          |                          |  |   |                              |                              |                              |  |
|  | 1                      | Section Paloise        | 35                     |                   |    |                          |                          |                          |  |   |                              |                              |                              |  |
|  | 1                      | Section Paloise        | 35                     |                   |    |                          |                          |                          |  |   |                              |                              |                              |  |
|  | 8                      | Stade Français         | 32                     |                   |    |                          |                          |                          |  |   |                              |                              |                              |  |
|  | 8                      | Stade Français         | 32                     |                   | 1  | Section Paloise          | 10                       |                          |  |   |                              |                              |                              |  |
|  |                        |                        |                        |                   | 1  | Section Paloise          | 10                       |                          |  |   |                              |                              |                              |  |
|  |                        |                        | 5                      | Cardiff Blues     | 16 |                          |                          |                          |  |   |                              |                              |                              |  |
|  | 4                      | Edinburgh              | 5                      | Cardiff Blues     | 16 | 6                        |                          |                          |  |   |                              |                              |                              |  |
|  | 4                      | Edinburgh              |                        |                   |    |                          |                          |                          |  |   |                              |                              |                              |  |
|  | 5                      | Cardiff Blues          | 20                     |                   |    |                          |                          |                          |  |   |                              |                              |                              |  |
|  | 5                      | Cardiff Blues          | 20                     |                   |    |                          |                          |                          |  | 5 | Cardiff Blues                | 31                           |                              |  |
|  |                        |                        |                        |                   |    |                          |                          |                          |  | 5 | Cardiff Blues                | 31                           |                              |  |
|  |                        |                        | 6                      | Gloucester        | 30 |                          |                          |                          |  |   |                              |                              |                              |  |
|  | 3                      | Connacht               | 6                      | Gloucester        | 30 | 28                       |                          |                          |  |   |                              |                              |                              |  |
|  | 3                      | Connacht               |                        |                   |    |                          |                          |                          |  |   |                              |                              |                              |  |
|  | 6                      | Gloucester             | 33                     |                   |    |                          |                          |                          |  |   |                              |                              |                              |  |
|  | 6                      | Gloucester             | 33                     |                   | 6  | Gloucester               | 33                       |                          |  |   |                              |                              |                              |  |
|  |                        |                        |                        |                   | 6  | Gloucester               | 33                       |                          |  |   |                              |                              |                              |  |
|  |                        |                        | 2                      | Newcastle Falcons | 12 |                          |                          |                          |  |   |                              |                              |                              |  |
|  | 2                      | Newcastle Falcons      | 2                      | Newcastle Falcons | 12 | 25                       |                          |                          |  |   |                              |                              |                              |  |
|  | 2                      | Newcastle Falcons      |                        |                   |    |                          |                          |                          |  |   |                              |                              |                              |  |
|  | 7                      | Brive                  | 10                     |                   |    |                          |                          |                          |  |   |                              |                              |                              |  |
|  | 7                      | Brive                  | 10                     |                   |    |                          |                          |                          |  |   |                              |                              |                              |  |
|  |                        |                        |                        |                   |    |                          |                          |                          |  |   |                              |                              |                              |  |

La hora está expresada uniformemente según el UTC-0. Para poder establecer el horario en cada lugar se debe recurrir al huso horario en que esté ubicado, sumándole o restándole según corresponda.

#### Cuartos de final
| 30 de marzo de 2018, 20:00 | Newcastle Falcons                                                                                      | 25 - 10 | CA Brive                                                          | Kingston Park, Newcastle                             |                                                      |
|                            | Tries: S. Wilson 17' Kibirige 23' Tait 58', 67' Conversiones: (1/4) Flood 18' Penal: (1/1) Hodgson 80' | Reporte | Try: 27' Herjean Conversión: 28' Bézy (1/1) Penal: 22' Bézy (1/1) | Asistencia: 4053 espectadores Árbitro(s): John Lacey | Asistencia: 4053 espectadores Árbitro(s): John Lacey |

| 30 de marzo de 2018, 20:00 | Section Paloise | 35 - 32 | Stade Français | Estadio du Hameau, Pau                               |                                                      |
|                            | Tries: Vatubua 4' Stanley 22' Daubagna 37' Lespiaucq 52' Conversiones: (3/4) Taylor 5', 23', 38' Penales: (3/4) Taylor 16', 31', 74' | Reporte | Tries: 6' Daguin 40' Francoz 43' Camara 78' O'Connor Conversiones: 6', 40', 43' Plisson (3/4) Penales: 42', 59' Plisson (2/2) | Asistencia: 10 064 espectadores Árbitro(s): JP Doyle | Asistencia: 10 064 espectadores Árbitro(s): JP Doyle |

| 31 de marzo de 2018, 13:00 | Connacht | 28 - 33 | Gloucester | Sportsground, Galway                                   |                                                        |
|                            | Tries: Marmion 7' Aki 19' Adeolokun 45' Healy 70' Conversiones: (1/1) Ronaldson 71' (0/3) J. Carty Penales: (1/1) J. Carty 49' (1/1) Ronaldson 67' | Reporte | Tries: 3' Hanson 26' Marshall 37' Trinder 55' Afoa Conversiones: 38', 57' Williams (2/4) Penales: 42', 63' Williams (2/2) 77' Twelvetrees (1/1) | Asistencia: 8129 espectadores Árbitro(s): Romain Poite | Asistencia: 8129 espectadores Árbitro(s): Romain Poite |

| 31 de marzo de 2018, 17:45 | Edinburgh                            | 6 - 20  | Cardiff Blues                                                                                     | Estadio Murrayfield, Edimburgo                           |                                                          |
|                            | Penales: (2/2) Van der Walt 18', 48' | Reporte | Tries: 21' E. Jenkins 29' Scully Conversiones: 22', 31' Evans (2/2) Penales: 50', 65' Evans (2/4) | Asistencia: 7065 espectadores Árbitro(s): Mathieu Raynal | Asistencia: 7065 espectadores Árbitro(s): Mathieu Raynal |

#### Semifinales
| 20 de abril de 2018, 19:45 | Gloucester | 33 - 12 | Newcastle Falcons                                     | Kingsholm Stadium, Gloucester                              |                                                            |
|                            | Tries: Matu'u 40' Burns 46' Vellacott 74' Conversiones: (2/3) Twelvetrees 40', 75' Penales: (2/2) Twelvetrees 58', 68' | Reporte | Tries: 8', 53' Lawson Conversiones: 54' Hodgson (1/2) | Asistencia: 10 857 espectadores Árbitro(s): Pascal Gaüzère | Asistencia: 10 857 espectadores Árbitro(s): Pascal Gaüzère |

| 21 de abril de 2018, 13:00 | Cardiff Blues                                                                  | 16 - 10 | Section Paloise                                                       | Cardiff Arms Park, Cardiff                             |                                                        |
|                            | Try: Anscombe 5' Conversión: (1/1) Evans 6' Penales: (3/3) Evans 23', 38', 73' | Reporte | Try: 19' Smith Conversión: 20' Taylor (1/1) Penales: 34' Taylor (1/2) | Asistencia: 11 723 espectadores Árbitro(s): John Lacey | Asistencia: 11 723 espectadores Árbitro(s): John Lacey |

#### Final
| 11 de mayo de 2018, 21:00 | Cardiff Blues | 31 - 30 | Gloucester | Estadio San Mamés, Bilbao                                 |                                                           |
|                           | Tries: T. Williams 41' Smith 54' Scully 75' Conversiones: (2/2) Evans 41', 55' (0/1) Anscombe Penales: (3/3) Evans 4', 15', 50' (1/1) Anscombe 78' | Reporte | Tries: 8' Trinder 37' Atkinson 58' Hanson Conversiones: 9', 38', 59' Twelvetrees (3/3) Penales: 26', 40', 62' Twelvetrees (3/3) | Asistencia: 32 543 espectadores Árbitro(s): Jérôme Garcès | Asistencia: 32 543 espectadores Árbitro(s): Jérôme Garcès |

| Bandera de Gales      |
| Campeón Cardiff Blues |
| Segundo título        |